# Theatre Royal (Edinburgh)
Das Theatre Royal war ein Theater in Edinburgh, Schottland, und befand sich dereinst an zwei verschiedenen Orten in der Stadt.
Das erste Theatergebäude war am Shakespeare Square, am östlichen Ende der Princess Street und wurde 1769 eröffnet. Es wurde 1859 abgerissen und der Name Theatre Royal auf das zuvor neu erbaute Queen’s Theatre and Opereta House in der nahen Broughton Street übertragen.

## Geschichte

### Theater Shakespeare Square
Das erste Theatre Royal in Edinburgh wurde am 9. Dezember 1769 vom Intendanten David Ross eröffnet. Ein Ereignis, welches der Dichter James Boswell in Versen festhielt. In den 1780er Jahren trat hier u. a. Mary Bulkley auf. Im Juli 1792 übernahm die Schauspielerin Harriet Pye Esten die Leitung, nachdem sie die Pacht des Hauses übernommen hatte. Zuvor hatte Stephen Kemble die Leitung, aber der Liebhaber Estens, Douglas Hamilton, 8. Duke of Hamilton, entzog sie ihm. 1794 gab Esten sie ihm zurück, bedang sich aber aus dort für 200 Pfund an jährlicher Gage auftreten zu dürfen.
Das Theater profitierte zu Beginn des 19. Jahrhunderts von guten Intendanten. Die Schauspieler Sarah Siddons und ihr ältester Sohn Henry leiteten das Theater von 1809 bis zu Henrys Tod im Jahr 1815. Danach wurde es von dessen hinterbliebener Frau und seinem Schwager, dem Schauspieler William Murray weitergeführt. Murray blieb bis 1851 Intendant. 
Als König George IV. Edinburgh im Jahr 1822 besuchte – der erste Besuch eines britischen Monarchen in Schottland seit 170 Jahren –, wurde der Schriftsteller und Nationalist Walter Scott seitens der Stadtverwaltung beauftragt den Besuch zu organisieren. Er ließ für den Abend des 27. August sein Stück Rob Roy ansetzen. Dabei wusste er William Murray an seiner Seite, welcher die Kulissen und Kostüme dazu entwarf. Bei der Gelegenheit brachte Murray auch den Tartan-Kilt auf die Bühne. Das öffentliche Tragen dieses Kleidungsstils war zuvor zwischen 1747 und 1782 durch den Dress Act bei Strafe verboten. Er galt zudem als einfache Bekleidung von schottischen „Bergdieben“. Das Stück war ein triumphaler Erfolg und machte das Theatre Royal zum Zentrum der Wiederbelebung schottischen Kulturschaffens. Und auch der Tartankilt erfuhr eine Aufwertung als schottisches Nationalgut.
Das Theater war noch bis in die 1850er Jahre erfolgreich. 1859 wurde es zugunsten des General Post Office abgerissen (zu Anfang des neuen Jahrtausend entkernt und umgebaut zum „Waverley Gate“, einem Bürokomplex mit integriertem Luxushotel).

### Theater Broughton Street

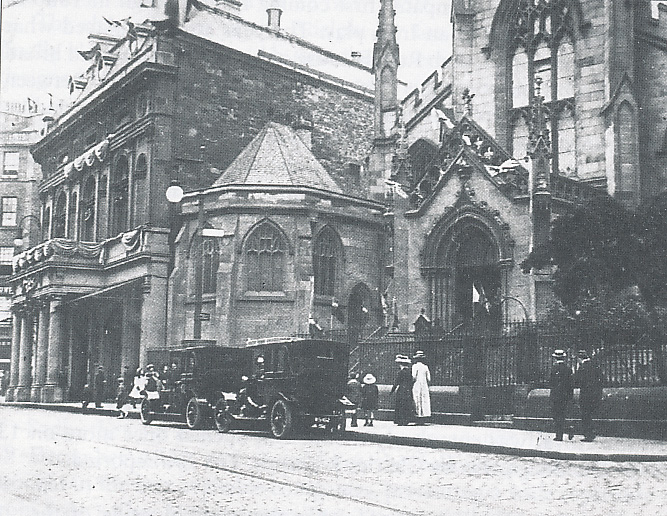
Das Theater und die St. Mary’s Cathedral in der Broughton Street, Postkarte von 1911

In der Broughton Street existierte ein Theater seit 1788. Verschiedene Neubauten und Umbenennungen folgten seitdem: von Jones and Parkers Circus (1788), The Sadler’s Wells Theatre (Neubau 1793), Corri’s Rooms, bzw. Pantheon (Neubau als Konzerthalle 1811) und Caledonian Theatre (1815) bis zur Umbenennung in Adelphi Theatre im Jahr 1830. Dann zerstörte in der Nacht vom 23. auf den 24. Mai 1853 ein Feuer das Haus. Es wurde 1855 als Queen’s Theatre and Opereta House wiedererrichtet, welches allerdings nach nur zwei Jahren Betrieb (1857?) erneut ausbrannte und durch einen Neubau (Architekt David Bryce) ersetzt werden musste.
Als das Theater am Shakespeare Square abgerissen wurde, wurde das Royale Patent (siehe auch Patent Theatre) zu dem Queen’s Theatre übertragen. Der Intendant war Robert Henry Wyndham. 1865 brannte das Theater wiederum herunter und wurde jedoch rasch neu errichtet. Weitere Neu- und Umgestaltungen fanden in den Jahren 1875 und 1884 statt. Der letzte Neubau von 1884 wurde von dem neuen Pächter Cecil Beryl vom Royal Princess’s Theatre aus Glasgow in Auftrag gegeben und von dem renommierten Theaterarchitekten Charles John Phipps durchgeführt. Das Theater wurde Teil der Howard & Wyndham Ltd. welche sich (mit Robert Wyndhams Sohn) in 1895 in Glasgow konstituierte. In den 1920er Jahren verpachtete Howard & Wyndham das Etablissement an Fred Collins, dem Pächter des Glasgower Pavilion Theatre, welcher das Haus als Theatre Royal Varieties betrieb und in der Nähe eine Kostümschneiderei betrieb.

### Endgültiger Abriss
Während eines Feuers am 30. März 1946 brannte das Haus großenteils aus. Das Theater sollte danach zwar wieder aufgebaut werden, allerdings bevorzugte die Stadtverwaltung hierfür einen anderen Ort. Währenddessen wurde der vom Feuer verschonte Backstagebereich als künstlerischer Workshop genutzt. Es wurden Pläne für ein neues modernes, aber kleineres Theater auf dem Gelände nach Entwürfen des Architekten Sir Basil Spence ausgearbeitet, jedoch durch den ausufernden Kostenrahmen wieder verworfen. Das Theater wurde Ende der 1950er Jahre gänzlich abgerissen.
Das Gelände ist heute mit Erweiterungen der benachbartem St.-Mary’s-Kathedrale bebaut.